# Agfa Solinette
Mit Solinette bezeichnete Agfa eine 1952 vorgestellte Kleinbild-Klappkamera mit Faltbalgen, die im Agfa Camerawerk München produziert wurde.

## Vorgeschichte
Obwohl 1952 mehrere Kleinbildkameras mit fest montiertem Objektiv erschienen, reagierte Agfa erst zwei Jahre später mit der Silette auf diesen Trend und brachte noch einmal ein Modell herkömmlicher Bauart heraus, also eine Faltkamera. Diese Bauweise galt inzwischen als veraltete Vorkriegstechnik. Die Solinette gab es nicht mit lichtstarken Objektiven, sondern nur mit solchen der Lichtstärke 1: 3,5, allerdings auch Vierlinsern. Sie befand sich damit mit Programm unterhalb der Karat.

## Konstruktion
Die Solinette glich in ihrer Bauart der Mittelformatkamera Isolette, besaß also eine am Gehäuseboden angeschlagene Frontklappe. Ihr Verschluss musste nach jedem Auslösen mit einem separaten Hebel von Hand aufgezogen werden, wie bei den meisten Faltkameras üblich.

## Erste Modelle

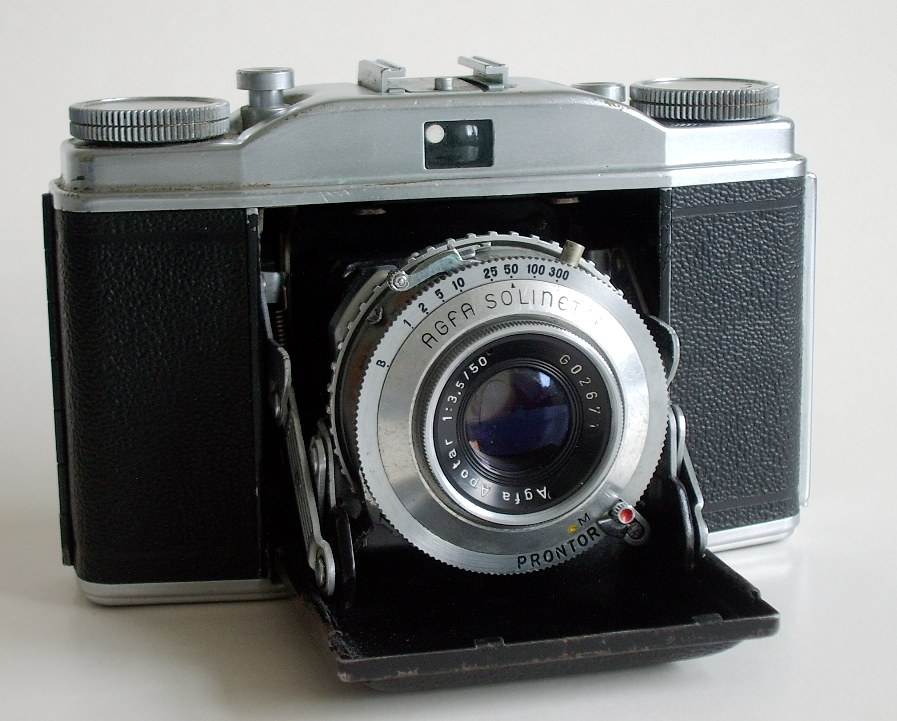
Agfa Solinette – Kleinbild-Klappkamera ca. 1952

Die Solinette erschien mit zwei Objektiven, dem dreilinsigen Apotar f/3,5 und dem vierlinsigen Solinar f/3,5. Zu letzterem gehörte der Verschluss Compur RMXV, wobei das V auf einen Selbstauslöser hindeutete. Zum Apotar gehörten die Prontor-Verschlüsse SV oder SVS, die sich nur in ihrer Konstruktion unterschieden und ebenfalls einen Selbstauslöser besaßen.

## Solinette II
Mit Erscheinen der Silette wandelte sich die Solinette zur Solinette II, was aber nur unbedeutende Modifikationen bedeutete.

## Super-Solinette
Die Super-Solinette ließ sich an den zwei Fenstern im Gehäusedeckel leicht erkennen, eins für den Sucher und eins für den eingebauten Entfernungsmesser. Sie besaß stets das Solinar f/3,5.